# Chauncey Depew Leake
Chauncey Depew Leake (5 de setembro de 1896 — 11 de janeiro de 1978) foi um farmacologista e historiador da medicina estadunidense.